# Інститут проблем управління ім. В.О. Трапєзнікова
Інститут проблем управління ім. В.О. Трапєзнікова РАН (Москва, Росія) — провідний науковий заклад з проблем управління в технічних, організаційних і соціальних структурах Росії.
Створений у червні 1939 року як Інститут автоматики й телемеханіки у складі Відділення технічних наук Академії наук СРСР.
Головні напрямки досліджень: теорія автоматичного регулювання, створення елементів автоматичних пристроїв. В процесі розвитку Інституту на базі його окремих лабораторій і філій були створені нові наукові організації: на базі лабораторії зв'язку утворено Інститут проблем передачі інформації РАН, лабораторія Електронних пристроїв увійшла до складу Інституту радіотехніки й електроніки РАН.
В 1969 році був перейменований в Інститут проблем управління.